# Famille Pignatelli
La famille Pignatelli, dite aussi Pignatelli Aragona Tagliavia Cortés, est une famille noble italienne originaire de l'ancien royaume de Naples. L'une des plus illustres lignées d'Italie, divisée en de nombreuses branches, elle a possédé plus de 180 fiefs au cours de l'histoire et a donné un pape (Innocent XII) et cinq cardinaux à l'Église, un saint (Joseph Pignatelli) ainsi que de nombreux militaires et des vice-rois.
Les armoiries des Pignatelli se blasonnent ainsi : D'or, à trois pignates de sable, les deux du chef affrontés.
Les origines de la famille, peut-être d'origine lombarde, remontent au XIIe siècle, à Naples. Parmi les principaux titres portés par les Pignatelli, on compte quatorze titres princiers dont ceux de Prince de Belmonte et de Prince de Noia, seize titres ducaux dont ceux de duc de Bisaccia et duc de Monteleone, dix-huit titres de comtes dont ceux de comte de Braine et comte d'Egmont.
Plusieurs membres de la famille furent décorés de l'ordre de la Toison d'or et différentes branches de la famille reçurent les titres de Prince du Saint-Empire et la dignité de Grand d'Espagne.
Plusieurs palais Pignatelli existent à Naples dont le palais baroque Pignatelli di Monteleone où résida le peintre Edgar Degas lorsqu'il visita la ville. La Villa Pignatelli, édifice néoclassique du début du XIXe siècle, abrite aujourd'hui un musée d'art décoratifs et de peinture.

## Histoire
Plusieurs hypothèses existent sur l'origine de la famille Pignatelli. Selon la première elle serait d'origine lombarde et selon la seconde elle descendrait des ducs de Bénévent.
Le premier Pignatelli connu ayant un lien généalogique bien qu'incertain avec les lignées actuelles est Lucio Pignatelli qui fut Consul de Naples en 1102. Il est probable que ce-dernier eut un frère nommé Giordano, qui fut consul de Naples en 1114, ainsi que deux fils : Ridolfo, ambassadeur du roi de Sicile auprès du pape Adrien IV, et Bartolomeo. En 1190, le fils de Bartolomeo, Giovanni, fut consul de Naples, comme son grand-père, et ses enfants furent agrégés au patriciat napolitain.
La généalogie certaine de la famille débute avec Riccardo Pignatelli (mort en 1303), probable arrière-arrière-petit-fils de Giovanni et patricien napolitain, qui possédait des biens féodaux dans la région de Caserte. Un de ses cousins, Tommaso Pignatelli, fut vice-roi du Capitanate en 1313. Riccardo eut 4 fils connus dont Giacomo qui obtint la charge de capitaine général et justicier des Abruzzes en 1326 et qui donna naissance à Tommaso, préfet du palais du roi Robert Ier. Le petit-fils de ce-dernier, portant le même nom que lui, fut gouverneur d'Atri et de Bari et ses enfants seront à l'origine de la séparation des branches de la famille. Il se maria deux fois, d'abord avec Agostina d’Anna puis avec Cicella Filomarino et eut dix enfants dont Stefano, Carlo et Palamede qui sont respectivement les ancêtres des lignées des marquis de Casalnuovo, des ducs de Monteleone et enfin des marquis de Cerchiara.

## Branche des ducs de Monteleone
Carlo Pignatelli (1421-1476), fils de Tommaso, et sa femme Marcella Offieri, fille d'un patricien napolitain, sont à l'origine de la branche des ducs de Monteleone qui s'éteint en 1667 avec la mort de Girolama ou Geronima Pignatelli.
En 1460, Carlo Pignatelli avait été investi de ¼ de la gabelle sur le poisson de la ville de Naples à titre de fief puis en 1470 il fut nommé examinateur des comptes de la Calabre puis lieutenant de la Chambre royale. En 1466, il avait obtenu le titre de seigneur de Monticello et par la suite il acheta les fiefs de Mottola, Giugliano in Campania, Trentola, Maranola, Montecalvo Irpino, Corsano, Caposele et Pietrapiccola.
Carlo et Marcella furent les parents de huit enfants dont Fabrizio (mort en 1525), chevalier de l'ordre de Saint-Jean de Jérusalem, qui fut prieur de Barletta en 1504 ainsi que scribe du royaume de Naples.
Ils eurent également un deuxième fils, Ettore Ier Pignatelli (mort le 7 mars 1535), duc de Monteleone, conseiller et chambellan du roi Frédéric Ier de Naples, qui hérita des nombreux fiefs de son père et en acheta d'autres tels que Borrello, Bisiano, Rosarno, Cinquefrondi, Morbogallico, Castelvetere sul Calore, Taurisano, Locosano, Joppolo, Misiano et Filogaso. Le 16 mai 1506, Ettore obtint le titre de comte de Monteleone (aujourd'hui ville de Vibo Valentia, chef-lieu de la province du même nom) mais il fut capturé par le vicomte de Lautrec lors d'une bataille et déporté en France où il rencontra saint François de Paule qui selon la légende lui prédit un avenir radieux.
De retour à Naples, Ettore Ier Pignatelli fut nommé vice-roi de Sicile, en 1517, par l'empereur Charles Quint. Il conserva cette charge jusqu'à sa mort en 1535. En 1520, les titres de comte de Borrello et de baron de Cinquefrondi lui furent conférés et, en 1527, il obtint que ses terres de Monteleone soient érigées en duché, devenant ainsi, par privilège royal de daté du 29 mai, le 1er duc de Monteleone,.
Dans un contexte de guerre en Méditerranée, Ettore Ier Pignatelli accueille, en 1523, Philippe de Villiers de l'Isle-Adam, grand maître de l'ordre de Saint-Jean de Jérusalem et ses chevaliers, qui viennent d'être chassés de l'île de Rhodes. Le 29 mai 1530, il reçut entre ses mains le serment de fidélité de l'ordre de Saint-Jean avant qu'il s'installe à Malte, fief du royaume de Sicile accordé aux chevaliers par Charles Quint.
Marié en 1477 avec Ippolita Gesualdo des comtes de Conza della Campania, Ettore Ier Pignatelli fut le père de quatre enfants : Cesare, Camillo, Isabella et Costanza.

## Demeures
Parmi les demeures ayant appartenu à cette famille:
- Palazzo Guevara di Bovino, Naples

## Personnalités
Parmi les membres illustres de la famille on trouve :
- Antonio Pignatelli, cardinal, élu pape sous le nom d'Innocent XII en 1691.
- Francesco Pignatelli, cardinal
- Francesco Pignatelli (1775 – 1853), général
- Vincenzo Pignatelli (1776 - 1837), général
- Domenico Pignatelli di Belmonte, cardinal
- Francesco Maria Pignatelli, cardinal
- Ferdinando Maria Pignatelli, cardinal
- Joseph Pignatelli, saint
- Gianbatista Pignatelli, écuyer
- Ercole Pignatelli, peintre
- Victor Pignatelli, chevalier de Dunkerque

### Vice-rois et présidents du royaume de Sicile
Vice-rois
- 1517-1535 : Ettore Ier Pignatelli, duc de Monteleone.
- 1719 - Niccolò Pignatelli, duc de Monteleone.
- 1802 – Domenico Pignatelli, archevêque de Palerme.

Président du royaume
- 1522 - Camillo Pignatelli, comte de Borrello.
- 1802 - Domenico Pignatelli di Belmonte, cardinal.

## Toponymie
Le quartier de Rome Appio-Pignatelli prend son nom de la famille.